# DDR-Mannschaftsmeisterschaft im Schach 1988
Bei der DDR-Mannschaftsmeisterschaft im Schach 1988 gewann Mikroelektronik Erfurt zum ersten Mal die DDR-Mannschaftsmeisterschaft.
Gespielt wurde ein Rundenturnier nach Scheveninger System, wobei jede Mannschaft gegen jede andere jeweils vier Mannschaftskämpfe an acht Brettern austrug. Insgesamt waren es 112 Mannschaftskämpfe, also 896 Partien. Der letzte vierrundige Kampf wurde zentral in Berlin ausgetragen. Vor der letzten Runde war noch alles offen. Die Tabelle zeigt, dass das Leistungsgefälle geringer geworden ist.

## DDR-Mannschaftsmeisterschaft 1988

### Kreuztabelle der Oberliga (Rangliste)
|   | Verein                 | 1    | 2    | 3    | 4    | 5    | 6    | 7    | 8    | Punkte |
| - | ---------------------- | ---- | ---- | ---- | ---- | ---- | ---- | ---- | ---- | ------ |
| 1 | Mikroelektronik Erfurt |      | 21,0 | 16,0 | 15,5 | 18,5 | 16,0 | 16,5 | 19,0 | 122,5  |
| 2 | Empor HO Berlin        | 11,0 |      | 17,5 | 18,5 | 17,0 | 17,5 | 18,0 | 16,5 | 116,0  |
| 3 | Lok Leipzig-Mitte      | 16,0 | 14,5 |      | 17,0 | 14,0 | 15,5 | 19,5 | 19,0 | 115,5  |
| 4 | Post Dresden           | 16,5 | 13,5 | 15,0 |      | 18,0 | 18,0 | 14,0 | 17,5 | 112,5  |
| 5 | Baukombinat Leipzig    | 13,5 | 15,0 | 18,0 | 14,0 |      | 15,5 | 15,5 | 18,0 | 109,5  |
| 6 | Buna Halle-Neustadt    | 16,0 | 14,5 | 16,5 | 14,0 | 16,5 |      | 15,0 | 16,5 | 109,0  |
| 7 | Lok Karl-Marx-Stadt    | 15,5 | 14,0 | 12,5 | 18,0 | 16,5 | 17,0 |      | 15,5 | 109,0  |
| 8 | AdW Berlin             | 13,0 | 15,5 | 13,0 | 14,5 | 14,0 | 15,5 | 16,5 |      | 102,0  |

### Die Meistermannschaft
| 1.            | Mikroelektronik Erfurt |
| Schachfiguren | Stammspieler Thomas Pähtz, Joachim Brüggemann, Thomas Luther, Bernd Vökler, Mario Hackel, Joachim Franz, Michael Recknagel, Christian August sowie die Ersatzspieler Peter Enders, Norbert Krug und Matthias Müller. |

### DDR-Liga
| Platz | Verein                    | Punkte |
| ----- | ------------------------- | ------ |
| 01    | Empor HO Berlin II        | 97,5   |
| 02    | Schifffahrt/Hafen Rostock | 85,5   |
| 03    | AdW Berlin II             | 84,5   |
| 04    | Empor Potsdam             | 84,5   |
| 05    | Rotation Berlin II        | 79,0   |
| 06    | Lok Schwerin              | 75,5   |
| 07    | Lok Rostock               | 72,0   |
| 08    | Motor Hennigsdorf         | 50,0   |
| 09    | Lok Eberswalde            | 49,0   |
| 10    | Medizin Neubrandenburg    | 42,5   |

| Platz | Verein                       | Punkte |
| ----- | ---------------------------- | ------ |
| 01    | Rotation Berlin              | 92,0   |
| 02    | Lok Brandenburg              | 85,0   |
| 03    | Dynamo Potsdam               | 80,0   |
| 04    | TU Magdeburg                 | 79,0   |
| 05    | Motor SO Magdeburg           | 74,0   |
| 06    | Aufbau Börde Magdeburg       | 70,5   |
| 07    | Lok Schwerin II              | 70,5   |
| 08    | Lok Stahlbau Dessau          | 58,5   |
| 09    | Empor Potsdam II             | 58,0   |
| 10    | Schifffahrt/Hafen Rostock II | 52,5   |

| Platz | Verein                    | Punkte |
| ----- | ------------------------- | ------ |
| 01    | Mikroelektronik Erfurt II | 90,5   |
| 02    | Carl Zeiss Jena           | 85,0   |
| 03    | Greika Greiz              | 85,0   |
| 04    | Motor Gohlis Nord Leipzig | 85,0   |
| 05    | Lok Leipzig-Mitte II      | 77,0   |
| 06    | Motor Suhl                | 72,5   |
| 07    | Motor Nordhausen          | 67,5   |
| 08    | Jenapharm Jena            | 63,5   |
| 09    | Chemie IW Ilmenau         | 54,0   |
| 10    | Motor Gotha               | 40,0   |

| Platz | Verein                       | Punkte |
| ----- | ---------------------------- | ------ |
| 01    | Buna Halle-Neustadt II       | 90,5   |
| 02    | Chemie Lützkendorf           | 86,5   |
| 03    | WBK 67 Halle-Neustadt        | 82,0   |
| 04    | Motor Leipzig-Lindenau       | 77,0   |
| 05    | Fortschritt Plauen           | 71,0   |
| 06    | Lok Gera                     | 70,5   |
| 07    | Lok Karl-Marx-Stadt II       | 68,0   |
| 08    | Wismut Aue                   | 63,0   |
| 09    | Lok Merseburg                | 56,0   |
| 10    | Motor Gohlis Nord Leipzig II | 55,5   |

| Platz | Verein                              | Punkte |
| ----- | ----------------------------------- | ------ |
| 01    | Fortschritt Cottbus                 | 89,0   |
| 02    | Mikroelektronik Dresden             | 86,0   |
| 03    | Lok Dresden                         | 76,0   |
| 04    | Aktivist Schwarze Pumpe Hoyerswerda | 75,5   |
| 05    | Fortschritt Nord Forst              | 71,5   |
| 06    | Post Dresden II                     | 70,5   |
| 07    | AdW Berlin III                      | 69,5   |
| 08    | Lok RAW Cottbus                     | 68,5   |
| 09    | Vorwärts Kamenz                     | 60,0   |
| 10    | Halbleiterwerk Frankfurt            | 53,5   |

### Aufstiegsspiele zur Oberliga
1. Runde
- Empor HO Berlin II – Rotation Berlin 10½:5½
- Dreierrunde: 1. Buna Halle-Neustadt II 10 – 2./3. Fortschritt Cottbus, Mikroelektronik Erfurt II je 7

Finale
- Empor HO Berlin II – Buna Halle-Neustadt II 12:4

## DDR-Mannschaftsmeisterschaft der Frauen 1988

### Oberliga
| Platz | Verein                    | Punkte |
| ----- | ------------------------- | ------ |
| 1     | AdW Berlin                | 52,0   |
| 2     | Post Dresden              | 50,5   |
| 3     | Buna Halle-Neustadt       | 50,5   |
| 4     | Motor Leipzig-Lindenau    | 42,0   |
| 5     | Chemie Guben              | 41,5   |
| 6     | Motor Weimar              | 40,5   |
| 7     | Rotation Berlin           | 40,5   |
| 8     | Motor Gohlis Nord Leipzig | 18,5   |

### DDR-Liga
| Platz | Verein               | Punkte |
| ----- | -------------------- | ------ |
| 1     | WBK Berlin           | 43,5   |
| 2     | Chemie Buna Schkopau | 37,5   |
| 3     | PH Potsdam           | 34,5   |
| 4     | TU Magdeburg         | 30,0   |
| 5     | WBK Berlin II        | 19,0   |
| 6     | Rotation Schwedt     | 15,5   |

| Platz | Verein                    | Punkte |
| ----- | ------------------------- | ------ |
| 1     | Baukombinat Leipzig       | 46,5   |
| 2     | Lok Karl-Marx-Stadt       | 36,0   |
| 3     | Motor Leipzig-Lindenau II | 32,5   |
| 4     | Motor Liebertwolkwitz     | 23,5   |
| 5     | Metall Gera               | 23,0   |
| 6     | Chemie IW Ilmenau         | 18,5   |

### Regionalliga
Ergebnisse und Tabellen der Regionalliga liegen nicht vor. Folgende Staffelbesetzungen waren angekündigt:
- Staffel I: Rotation Berlin II, Motor Eberswalde, Vorwärts Stallberg, Universität Rostock, Empor HO Berlin, Rotation Schwedt II
- Staffel II: Chemie Berlin-Weißensee, BVK Berlin, BVK Berlin II, Aufbau Rüdersdorf, Aufbau Rüdersdorf II, Pionierhaus Luckenwalde
- Staffel III: Aufbau Empor Ost Magdeburg, Chemie IW Ilmenau II, Buna Halle-Neustadt II, ISG Apolda, TSG Wittenberg, Motor Weimar II, Lok Halle
- Staffel IV: Metall Gera, Wissenschaft Rodewisch, Wissenschaft Rodewisch II, Stahl Lugau, Post Karl-Marx-Stadt, Medizin Görlitz

## Jugendmeisterschaften
| Altersklasse       | männlich                  | weiblich                   |
| ------------------ | ------------------------- | -------------------------- |
| Altersklasse 7/10  | Fortschritt Bischofswerda | Pionierhaus Halle-Neustadt |
| Altersklasse 11/14 | Stahl Niederschönhausen   | Pionierhaus Halle-Neustadt |
| Altersklasse 15/18 | WBK 67 Halle-Neustadt     | Einheit Halle-Neustadt     |